# Black Cake
Black Cake är en amerikansk historisk dramaserie som hade premiär den 1 november 2023 på Hulu. Första säsongen består av åtta avsnitt. Serien är baserad på Charmaine Wilkersons roman.

## Handling
Serien kretsar kring två syskon som får veta om sin avlidna mammas mörka förflutna efter att hon lämnat sina inspelningar till dem.

## Rollista (i urval)
- Chipo Chung - Eleanor Bennett
  - Mia Isaac - Coventina "Covey" Lyncook
- Adrienne Warren - Benny Bennett
- Ashley Thomas - Byron Bennett
- Glynn Turman - Charles Mitch
- Rupert Evans - Everett